# Písty
Písty (en allemand : Pist) est une commune du district de Nymburk, dans la région de Bohême-Centrale, en République tchèque. Sa population s'élevait à 414 habitants en 2020.

## Géographie
Písty se trouve sur la rive gauche de l'Elbe, à 4 km au sud-ouest de Nymburk et à 42 km à l'est-nord-est de Prague.
La commune est limitée par Kostomlátky au nord, par Nymburk et Hořátev à l'est, par Zvěřínek au sud et par Sadská à l'ouest.

## Histoire
La première mention écrite de la localité date de 1338.